# Daniel Bachmann
Daniel Bachmann (ur. 9 lipca 1994 w Wiener Neustadt) – austriacki piłkarz występujący na pozycji bramkarza w angielskim klubie Watford oraz w reprezentacji Austrii. Wychowanek Stoke City, w trakcie swojej kariery grał także w takich zespołach jak Wrexham, Ross County, Bury oraz Kilmarnock.